# Козлодуй (город)
Козлодуй (болг. Козлодуй) — город в Болгарии. Находится в Врачанской области, входит в общину Козлодуй. Население составляет 14 247 человек.

## История
Вокруг города найдено множество древних селищ и археологических памятников. В центре современного Козлодуя в римские времена находилось фракийское поселение, поблизости стояли две римских крепости. Название «Козлодуй» или «Котозлук» фиксируется в документах османской эпохи XV—XVI веков; по одной из версий, оно происходит от тур. Kozludere «низкий дол», по другим — значит «ледяной угол» или происходит от имени или прозвища Козло.
В историю Болгарии Козлодуй вошёл в 1876 году, когда там 17 мая (ст. ст.) с парохода из Румынии высадился отряд Христо Ботева (см. Апрельское восстание). Город был отбит у турок в ходе русско-турецкой войны в 1877 году.
Посёлок городского типа с 1964 г., город с 1969 г. В 1970—1974 гг. близ города Советским Союзом построена АЭС Козлодуй.

## Руководители города
- 2015 — Маринела Николова
- 2007 — Румен Маноев (Коалиция «Проект» Промяна. BG)
- 2003 — Милко Торбов (независимый)
- 1999 — Милко Торбов (независимый)
- 1995 — Константин Рошков (независимый)